# Neopsammodius quinqueplicatus
Neopsammodius quinqueplicatus är en skalbaggsart som beskrevs av Horn 1871. Neopsammodius quinqueplicatus ingår i släktet Neopsammodius och familjen Aphodiidae. Inga underarter finns listade i Catalogue of Life.